# Dasylophus
Dasylophus és un gènere d'ocells de la família dels cucúlids (Cuculidae). Les seves espècies eren incloses al gènere Phaenicophaeus.

## Taxonomia
Segons la Classificació del Congrés Ornitològic Internacional (versió 2.5, 2010) aquest gènere està format per dues espècies:
- malcoha cresta-roig (Dasylophus superciliosus).
- malcoha frisat (Dasylophus cumingi).

Altres autors han classificat la segona d'elles a gènere monotípic Lepidogrammus.